# Brookston (Indiana)
Brookston és una població dels Estats Units a l'estat d'Indiana. Segons el cens del 2000 tenia 1.717 habitants.

## Demografia
Segons el cens del 2000, Brookston tenia 1.717 habitants, 691 habitatges, i 503 famílies. La densitat de població era de 1.123,6 habitants per km².
Dels 691 habitatges en un 36,3% hi vivien nens de menys de 18 anys, en un 55% hi vivien parelles casades, en un 13,2% dones solteres, i en un 27,2% no eren unitats familiars. En el 23,2% dels habitatges hi vivien persones soles l'11,6% de les quals corresponia a persones de 65 anys o més que vivien soles. El nombre mitjà de persones vivint en cada habitatge era de 2,48 i el nombre mitjà de persones que vivien en cada família era de 2,91.
Per edats la població es repartia de la següent manera: un 28,1% tenia menys de 18 anys, un 6,1% entre 18 i 24, un 31% entre 25 i 44, un 22,9% de 45 a 60 i un 11,8% 65 anys o més.
L'edat mediana era de 36 anys. Per cada 100 dones de 18 o més anys hi havia 82,3 homes.
La renda mediana per habitatge era de 41.422 $ i la renda mediana per família de 47.011 $. Els homes tenien una renda mediana de 35.645 $ mentre que les dones 22.891 $. La renda per capita de la població era de 18.291 $. Entorn del 4% de les famílies i el 5,2% de la població estaven per davall del llindar de pobresa.

## Poblacions més properes
El següent diagrama mostra les poblacions més properes.